# Crăciun însângerat
Crăciun însângerat (titlul original: în greacă Ματωμένα Χριστούγεννα, transliterat: Matomena Hristougenna) este un film dramatic grec, realizat în 1951 de regizorul Giorgos Zervos, după o povestire a lui Kimon Spathopoulos, protagoniști fiind actorii Ellie Lambeti, Nikos Hatziskos, Athanasia Moustaka și Giannis Apostolidis. 

## Conținut
Căpitanul Nicholas se întoarce din război la casa sa din Atena pentru a afla că soția sa a murit, fiul său, luptător în rezistență se ascunde în munți, neavând nicio veste despre el, iar fiica sa a fost executată împreună cu iubitul ei, de către germani. La mormântul soției sale se întâlnește cu fiul său...

## Distribuție
- Ellie Lambeti – Eleni
- Nikos Hatziskos – Andreas
- Athanasia Moustaka – Olga
- Giannis Apostolidis – căpitanul Nikolas
- Eleni Halkousi – Anna Marki
- Mimis Fotopoulos – Looter
- Kimon Fletos – Giorgakis
- Dionysis Papagiannopoulos – un condamnat
- Dimos Starenios – vânzător la mâna a doua
- Pantelis Zervos – șeful organizației de rezistenți
- Loula Ioannidou – Maria
- Iordanis Marinos – un condamnat
- Giorgos Nezos – directorul spitalului
- Spyros Kallimanis – interogatorul neamț
- Kostas Pomonis – doctorul